# Somosierra (Santa Cruz de Tenerife)
Somosierra es un barrio de la ciudad de Santa Cruz de Tenerife (Tenerife, Canarias, España), que se encuadra administrativamente dentro del distrito de Ofra-Costa Sur. 

## Demografía
| 2004  | 2005  | 2006  | 2007  | 2008  | 2009  | 2010  |
| ----- | ----- | ----- | ----- | ----- | ----- | ----- |
| 3.663 | 3.662 | 3.613 | 3.528 | 3.513 | 3.478 | 3.399 |

## Edificios y lugares de interés
- Parroquia de Santa Bárbara

## Transportes
En guagua queda conectado mediante las siguientes líneas de Titsa: 
| Línea | Trayecto                                                                           | Recorrido     | Frecuencia |
| ----- | ---------------------------------------------------------------------------------- | ------------- | ---------- |
| 232   | Santa Cruz - La Gallega (por El Cardonal)                                          | Horario/Línea | Varía      |
| 934   | Intercambiador - Taco - Santa María del Mar - Añaza-(circunvalación)               | Horario/Línea | 20 minutos |
| 238   | Santa Cruz - San Matías (por Chamberí)                                             | Horario/Línea | Varía      |
| 903   | Bº La Alegría - Muelle Norte - Ramblas - Chamberí - Cementerio - Moraditas de Taco | Horario/Línea | Varía      |
| 905   | Muelle Norte - Ofra (Las Retamas)                                                  | Horario/Línea | 10 minutos |
| 908   | Intercambiador - Ofra (Las Retamas) - Intercambiador                               | Horario/Línea | Varía      |